# Свирка (вестник)
„Свирка“, с подзаглавие Лист за подсвиркване и подгавряне е сатирично-хумористичен вестник, издаван в София от Димитър Петков в периода 15 октомври 1883 г. – 4 март 1885 г. Излизат 78 броя с периодичност два пъти седмично.
Вестникът изразява крайнолиберални и радикални идеи и е насочен главно срещу консерваторите и умерените либерали начело с Драган Цанков. Осмиван е и княз Александър I Български и се изразява отрицателно отношение към монархическата институция. Обявява се против опитите за изменение на Търновската конституция. По-късно защитава правителството на Петко Каравелов от нападките на опозицията.
Неколкократно Димитър Петков е осъждан заради остри статии. Подписва се с псевдонимите Свирчо I, Пройчу, Обесник, Гайдар, Тъпанар. На вестника сътрудничат Захари Стоянов под псевдоним Стоян овчаря, Трайко Китанчев – Даскалетина, Стефан Стамболов, Петко Славейков.
От името на вестника се появява понятието „свирчовщина“ като синоним на разюзденост в печата и на липса на художествена мярка.